# Cúp bóng đá Nam Mỹ 1979
Cúp bóng đá Nam Mỹ 1979 là Cúp bóng đá Nam Mỹ lần thứ 31, diễn ra ở tất cả các quốc gia Nam Mỹ từ 18 tháng 7 đến 11 tháng 12 năm 1979. Giải đấu có 10 đội tuyển tham gia, chia làm 3 bảng 3 đội để chọn ra 4 đội xuất sắc nhất lọt vào bán kết. Paraguay giành chức vô địch lần thứ hai sau khi vượt qua Chile ở trận chung kết.

## Vòng bảng

### Bảng A
| Đội       | Tr | T | H | B | BT | BB | HS  | Đ |
| --------- | -- | - | - | - | -- | -- | --- | - |
| Chile     | 4  | 2 | 1 | 1 | 10 | 2  | +8  | 5 |
| Colombia  | 4  | 2 | 1 | 1 | 5  | 2  | +3  | 5 |
| Venezuela | 4  | 0 | 2 | 2 | 1  | 12 | −11 | 2 |

| Venezuela | 0–0 | Colombia |
| --------- | --- | -------- |
|           |     |          |

| Venezuela    | 1–1 | Chile      |
| ------------ | --- | ---------- |
| Carvajal 70' |     | Peredo 81' |

| Colombia | 1–0 | Chile |
| -------- | --- | ----- |
| Díaz 21' |     |       |

| Colombia                                              | 4–0 | Venezuela |
| ----------------------------------------------------- | --- | --------- |
| Iguarán 17' · Valverde 53' · Chaparro 59' · Morón 86' |     |           |

| Chile                                                              | 7–0 | Venezuela |
| ------------------------------------------------------------------ | --- | --------- |
| Peredo 3', 59' · Rivas 38', 54' · Véliz 76' · Soto 80' · Yáñez 84' |     | Páez      |

| Chile                    | 2–0 | Colombia |
| ------------------------ | --- | -------- |
| Caszely 14' · Peredo 58' |     |          |

### Bảng B
| Đội       | Tr | T | H | B | BT | BB | HS | Đ |
| --------- | -- | - | - | - | -- | -- | -- | - |
| Brasil    | 4  | 2 | 1 | 1 | 7  | 5  | +2 | 5 |
| Bolivia   | 4  | 2 | 0 | 2 | 4  | 7  | −3 | 4 |
| Argentina | 4  | 1 | 1 | 2 | 7  | 6  | +1 | 3 |

| Bolivia           | 2–1 | Argentina |
| ----------------- | --- | --------- |
| Reynaldo 29', 66' |     | López 5'  |

| Bolivia                   | 2–1 | Brasil                       |
| ------------------------- | --- | ---------------------------- |
| Aragonés 36' (ph.đ.), 63' |     | Roberto Dinamite 30' (ph.đ.) |

| Brasil             | 2–1 | Argentina  |
| ------------------ | --- | ---------- |
| Zico 2' · Tita 54' |     | Coscia 29' |

| Argentina                                  | 3–0 | Bolivia |
| ------------------------------------------ | --- | ------- |
| Passarella 1' · Gáspari 15' · Maradona 65' |     |         |

| Brasil              | 2–0 | Bolivia |
| ------------------- | --- | ------- |
| Tita 46' · Zico 90' |     |         |

| Argentina                           | 2–2 | Brasil                           |
| ----------------------------------- | --- | -------------------------------- |
| Passarella 38' · Díaz 71' · Gallego |     | Sócrates 17', 65' (ph.đ.) · Zico |

### Bảng C
| Đội      | Tr | T | H | B | BT | BB | HS | Đ |
| -------- | -- | - | - | - | -- | -- | -- | - |
| Paraguay | 4  | 2 | 2 | 0 | 6  | 3  | +3 | 6 |
| Uruguay  | 4  | 1 | 2 | 1 | 5  | 5  | 0  | 4 |
| Ecuador  | 4  | 1 | 0 | 3 | 4  | 7  | −3 | 2 |

| Ecuador                   | 1–2      | Paraguay                     |
| ------------------------- | -------- | ---------------------------- |
| Torres Garcés 64' (ph.đ.) | Chi tiết | Talavera 22' · Solalinde 77' |

| Ecuador                 | 2–1    | Uruguay                              |
| ----------------------- | ------ | ------------------------------------ |
| Tenorio 6' · Alarcón 9' | Report | Victorino 79' (ph.đ.) · Castillo 65' |

| Paraguay               | 2–0      | Ecuador |
| ---------------------- | -------- | ------- |
| Morel 27' · Osorio 48' | Chi tiết |         |

| Uruguay                                       | 2–1      | Ecuador                            |
| --------------------------------------------- | -------- | ---------------------------------- |
| Bica 4' · Victorino 57' (ph.đ.) · Maneiro 78' | Chi tiết | Klinger 77' · Granda 57' · Ron 81' |

| Paraguay   | 0–0      | Uruguay |
| ---------- | -------- | ------- |
| Ovelar 35' | Chi tiết |         |

| Uruguay                     | 2–2      | Paraguay       |
| --------------------------- | -------- | -------------- |
| Milar 54' (ph.đ.) · Paz 83' | Chi tiết | Morel 34', 88' |

## Bán kết
| Perú         | 1–2 | Chile            |
| ------------ | --- | ---------------- |
| Mosquera 71' |     | Caszely 36', 76' |

| Chile | 0–0 | Perú |
| ----- | --- | ---- |
|       |     |      |

| Paraguay                    | 2–1 | Brasil       |
| --------------------------- | --- | ------------ |
| E. Morel 16' · Talavera 35' |     | Palhinha 79' |

| Brasil                            | 2–2 | Paraguay                  |
| --------------------------------- | --- | ------------------------- |
| Falcão 29' · Sócrates 61' (ph.đ.) |     | M. Morel 31' · Romero 68' |

## Chung kết
| Paraguay                       | 3–0 | Chile |
| ------------------------------ | --- | ----- |
| Romero 12', 85' · M. Morel 36' |     |       |

| Chile     | 1–0 | Paraguay |
| --------- | --- | -------- |
| Rivas 10' |     |          |

### Đá lại
| Paraguay | 0–0 (h.p.) | Chile |
| -------- | ---------- | ----- |
|          |            |       |

Paraguay thắng với tổng tỉ số 3–1

### Vô địch
| Vô địch Copa América 1979 Paraguay Lần thứ hai |

## Danh sách cầu thủ ghi bàn
4 bàn
- Jorge Peredo
- Eugenio Morel

3 bàn
- Sócrates
- Carlos Caszely
- Carlos Rivas
- Julio César Romero

2 bàn
- Daniel Passarella
- Carlos Aragonés
- Jesús Reynaldo
- Tita
- Zico
- Milcíades Morel
- Hugo Talavera
- Waldemar Victorino

1 bàn
- Hugo Coscia
- Roberto Osvaldo Díaz
- Jorge Gáspari
- Carlos Angel López
- Diego Maradona
- Paulo Roberto Falcão
- Palhinha
- Roberto Dinamite
- Mario Soto
- Leonardo Véliz
- Patricio Yáñez
- Gabriel Chaparro
- Ernesto Díaz
- Arnoldo Iguarán
- Jaime Morón
- Félix Valverde
- Jorge Luis Alarcón
- Fausto Klinger
- Mario Tenorio
- Carlos Torres Garcés
- Juvencio Osorio
- Alicio Solalinde
- Robert Mosquera
- Alberto Bica
- Denis Milar
- Rubén Paz
- Rodolfo Carbajal